# Burket
Burket – miasto w Stanach Zjednoczonych, w stanie Indiana, w hrabstwie Kosciusko.